# Sas do Monte
Sas do Monte (llamada oficialmente San Pedro de Sas do Monte) es una parroquia y un lugar del municipio español de Montederramo, en la provincia de Orense, Galicia.

## Organización territorial
La parroquia está formada por seis entidades de población:

### Entidades de población
Entidades de población que forman parte de la parroquia:
- Castiñeiras (As Castiñeiras)
- Mioteira (A Mioteira)
- Reguenga (A Reguenga)
- Sas do Monte
- Veiga (A Veiga)

### Despoblado
Despoblado que forma parte de la parroquia:
- Lamas (As Lamas)

## Demografía

### Parroquia
| Gráfica de evolución demográfica de Sas do Monte (parroquia) entre 2000 y 2022 |
|                                                                                |
| Datos según el nomenclátor publicado por el INE.                               |

### Lugar
| Gráfica de evolución demográfica de Sas do Monte (lugar) entre 2000 y 2022 |
|                                                                            |
| Datos según el nomenclátor publicado por el INE.                           |